# Columban-Kloster

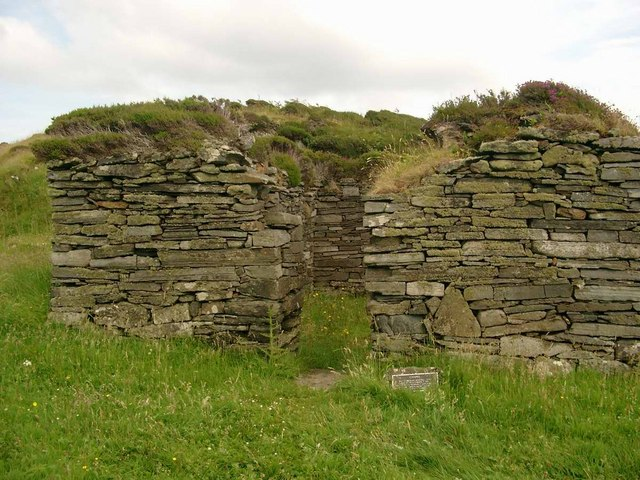
Ruinen der Klosterkapelle

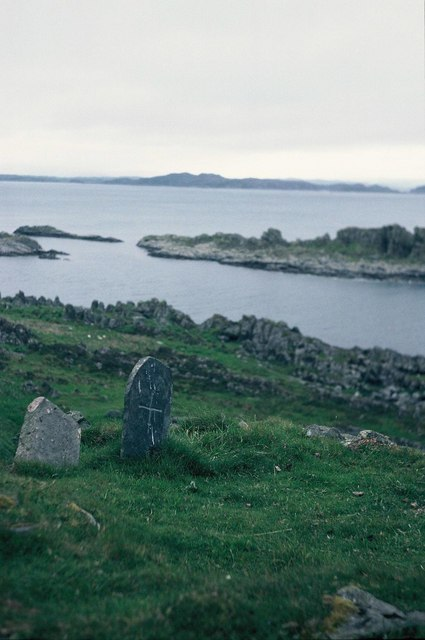
Eithnes Grab

Das Columban-Kloster (englisch: Columba’s Monastery) ist eine ehemalige Klosteranlage auf der schottischen Hebrideninsel Eileach an Naoimh. Sie befindet sich etwa im Zentrum der heute unbewohnten Insel, weniger als 200 m entfernt von den Ost- und Westküsten. Die Anlage ist als Scheduled Monument klassifiziert.

## Geschichte
Der Ursprung des Klosters ist nicht genau geklärt. Wahrscheinlich geht es auf eine Gründung des irischen Heiligen Brendan im Jahre 542 zurück. Der Heilige Columban, der ein Jahr später auch das Kloster auf Iona gründete, könnte die vorhandenen Anlagen dann im Jahre 562 übernommen haben. Es existieren Theorien, dass es sich bei der Eilach an Naoimh um die in historischen Schriften erwähnte Insel Hinba handelt, auf der Columban, seinen Chronisten zufolge, zahlreiche Wunder wirkte, welche sich somit im Columban-Kloster ereignet haben könnten. Über die Geschichte des Klosters in den folgenden Jahrhunderten ist wenig bekannt. Weitere Bauten wurden im 11. und 12. Jahrhundert hinzugefügt. Ob die Anlage in der Zwischenzeit jedoch durchgehend genutzt wurde, ist nicht bekannt. Weitere Gebäude stammen aus dem 17. und 18. Jahrhundert. Sie dienten jedoch nicht mehr religiösen Zwecken, sondern gehörten zu einer landwirtschaftlichen Siedlung, deren Bewohner wahrscheinlich auch die alte Klostergebäude nutzten und diese teilweise umbauten oder restaurierten. Zu welchem Zeitpunkt das Kloster in der Zwischenzeit aufgegeben wurde, ist nicht überliefert.

## Beschreibung
Die Klosteranlage liegt in einer Senke, die im Westen durch den mit einer Höhe von 77 m höchsten Hügel der Insel geschützt ist. An einem etwa 100 m südlich gelegenen Küstenabschnitt befindet sich eine kleine Bucht, die in Abhängigkeit von den Gezeiten ein günstiges Anlanden ermöglicht. Auf einer felsigen Anhöhe zwischen Bootslandeplatz und Kloster befindet sich ein Grab. Dieses ist durch einen einfachen, behauenen Stein mit eingraviertem Kreuz gekennzeichnet und markiert angeblich die Grabstelle von Columbans Mutter Eithne. Zu den ältesten Gebäuden der Anlage, die wahrscheinlich noch aus der frühesten Bauphase stammen, zählt ein zweiräumiges Bruchsteinbauwerk. Beide Räume sind durch einen engen Durchgang miteinander verbunden und jeweils über eine Eingangsöffnung von außen zugänglich. Einer der beiden Eingänge entspricht vielleicht nicht dem Originalzustand und wurde später hinzugefügt. Die Räume des insgesamt 12,5 m langen Gebäudes durchmessen 4,8 m beziehungsweise 4,1 m. Teile des 3,8 m hohen Deckengewölbes sind erhalten. Anhand von Photographien kann jedoch darauf geschlossen werden, dass dieser Bereich wahrscheinlich im Jahre 1937 restauriert wurde. An einer zweiten Stelle auf dem Gelände könnten im Erdreich gefundene Mauerreste auf ein weiteres Gebäude ähnlichen Aufbaus hindeuten.
Bei den im 11. oder 12. Jahrhundert hinzugefügten Gebäuden handelt es sich um lehmverfugte Bruchsteinbauten. Neben einem größeren Klosterkomplex waren in ihnen wahrscheinlich eine Kapelle und eine Kirche untergebracht. Das 8,7 m lange und 4,8 m breite Kirchengebäude liegt auf einer flachen Geländestufe. Von dem 80 cm mächtigen Mauerwerk sind heute, mit Ausnahme eines 2 m hohen Segments der Nordwestseite, nur die Grundmauern erhalten. Die Gebäudekanten sind mit Ecksteinen aus Sandstein abgesetzt, der wahrscheinlich von der Insel Mull stammt. Der Eingang befand sich an der Südwestseite. An der Nordwestseite sind die Überreste eines Anbaus zu finden, der wahrscheinlich nicht den Zugang zur Kanzel bildete, da anscheinend kein Durchgang zur Kirche bestand.